# (S)-カルニチン-3-デヒドロゲナーゼ
(S)-カルニチン-3-デヒドロゲナーゼ（(S)-carnitine 3-dehydrogenase）は、次の化学反応を触媒する酸化還元酵素である。
(S)-カルニチン + NAD+ {\displaystyle \rightleftharpoons } 3-デヒドロカルニチン + NADH + H+
反応式の通り、この酵素の基質は(S)-カルニチンとNAD+、生成物は3-デヒドロカルニチンとNADHとH+である。
組織名は(S)-carnitine:NAD+ oxidoreductaseである。